# 시므이 (게라의 아들)

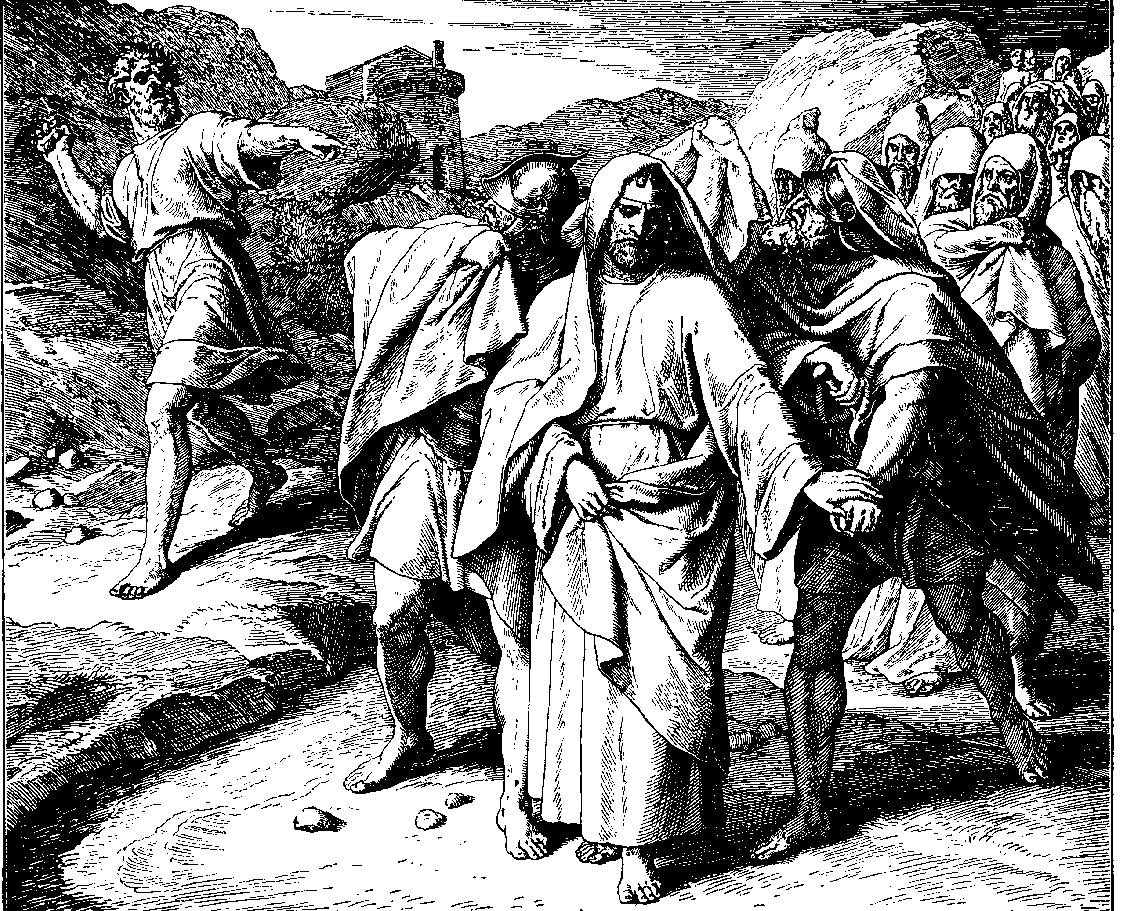
시므이가 다윗을 저주하다. 1860년 율리우스 슈노어 폰 카롤스펠트의 목판화

게라의 아들 시므이는 사무엘하와 열왕기상에 나오는 성경 인물이다. 그는 베냐민 지파 출신으로 사울 왕과 혈연관계였다. 사무엘하에는 다윗 왕이 아들 압살롬을 피해 도망할 때, 바후림 마을을 지나던 중 시므이가 다윗을 저주했다는 내용이 나온다.
5. 다윗 왕이 바후림에 이르매 거기서 사울의 집 족속 중 한 사람 곧 게라의 아들 시므이라 하는 자가 나와서 나오면서 계속 저주하며, 6. 또 다윗과 다윗 왕의 모든 신하를 향하여 돌을 던지니 그때 모든 백성과 용사들은 왕의 좌우에 있었더라. 7. 시므이가 저주하는 가운데 이와 같이 말하니라. "피 흘린 자여, 비루한 자여, 떠나가라! 떠나가라! 8. 여호와께서 사울의 집의 모든 피를 너에게 돌리셨도다. 그의 뒤를 이어 네가 왕이 되었으나, 보라, 여호와께서 왕국을 네 아들 압살롬의 손에 넘기셨고, 너는 네 악행에 붙잡혔으니 이는 네가 피 흘린 자이기 때문이라."
시므이의 저주는 아브넬과 사울 왕의 아들이자 장군인 이스보셋의 죽음을 의미하는 것으로 해석된다. 다른 해석으로는 시므이가 다윗이 사울의 가문을 왕좌에서 제거했다고 보았기 때문에 다윗에 대한 적대감을 가졌다고 한다.
탈무드에 따르면 시므이는 밧세바와의 죄 때문에 다윗을 저주했는데, 그를 간통자, 모압인, 살인자, 압제자, 가증한 자라고 불렀다.
다윗의 군사 지도자 아비사이는 그 자리에서 시므이를 죽이려 했으나, 다윗은 그를 허락하지 않았다.
9. 스루야의 아들 아비사이가 왕께 아뢰되 "이 죽은 개가 어찌 내 주 왕을 저주하나이까? 청하건대 내가 건너가서 그의 머리를 베게 하옵소서." 하니 10. 왕이 이르되 "스루야의 아들들아, 내가 너희와 무슨 상관이 있느냐? 그가 저주하게 두라. 여호와께서 그에게 '다윗을 저주하라'고 말씀하셨으니, 누가 '어찌하여 그리하였느냐?'고 말하겠느냐?" 하고 11. 다윗이 아비사이와 모든 신하들에게 이르되 "보라, 내 몸에서 난 내 아들도 내 생명을 찾는데, 하물며 이 베냐민 사람은 어떠하겠느냐? 그를 내버려 두라. 그가 저주하게 하라. 이는 여호와께서 그에게 명령하신 것이니라. 12. 혹 여호와께서 나의 고난을 보시어 오늘 그가 나를 저주한 것 때문에 여호와께서 내게 선으로 갚으실지도 모른다." 하니라. 13. 다윗과 그의 일행이 길을 가매 시므이는 길 옆 언덕으로 따라가면서 저주하고, 돌을 던지며 먼지를 날렸다.

다윗의 군대가 압살롬의 군대를 물리치고 요르단강을 건너 예루살렘으로 돌아올 때, 시므이가 약 1,000명의 사람들과 함께 와서 용서를 구했다. 다시 한번 아비사이는 시므이를 죽일 허락을 구했지만, 다윗은 그를 용서했다. 일부 학자들은 다윗의 용서를 베냐민 지파와의 평화를 이루려는 다윗의 열망 때문이라고 본다.
얄쿠트 시모니에 따르면, 시므이는 다윗에게 이렇게 말했다. "요셉의 형제들이 요셉에게 해를 입혔지만, 요셉은 악을 선으로 갚았습니다. 당신도 요셉처럼 되어서 제가 당신에게 악을 행했지만 저에게 선으로 갚아 주십시오. 저 혼자가 아니라 온 이스라엘이 당신에게 나쁘게 대했습니다. 그들은 이제 저의 운명을 기다리고 있습니다. 만약 당신이 저를 용서하시면, 그들도 와서 당신과 화목하고 당신에게 항복할 것입니다." (얄쿠트 151)
그러나 다윗은 죽음을 앞두고 아들 솔로몬에게 시므이를 적절히 처리하여 그의 행동에 대해 벌을 주라고 지시했다.
솔로몬은 아버지의 지시를 따랐다. 그는 시므이에게 예루살렘으로 이사하고, 도시를 떠나면 죽임을 당할 것이라고 명령했다. 시므이는 3년간 이 명령을 지키며 예루살렘에 머물렀으나, 3년 후에 가드 (도시) 왕 아기스의 왕국으로 도망친 두 명의 노예를 추적하기 위해 도시를 떠났다. 그가 예루살렘으로 돌아오자 솔로몬은 그를 처형했다.

## 랍비 유대교에서
탈무드는 시므이에 대한 다양한 의견을 기록하고 있다. 울라 (탈무드 학자)를 인용한 히야 바르 아미 랍비에 따르면 시므이는 솔로몬의 스승이었다. 탈무드는 또한 시므이가 살아있는 동안 솔로몬은 파라오의 딸 (솔로몬의 아내)과 다른 이방인 아내들과 결혼하는 것을 삼갔다고 언급한다. 이 내용은 사람이 항상 자신의 스승과 같은 곳에 살아야 함을 보여준다고 말한다.
대조적으로, 미드라시 라바는 시므이를 사악하다고 묘사한다. 그는 유다 왕국의 사악한 왕들인 아하즈와 아몬 (유다 왕국)과 함께 언급된다. 이 세 사람은 모두 그들로부터 후손될 의로운 자녀들 때문에 하나님에 의해 구원받았다. 이 미드라시에 따르면, 모르드개는 시므이의 후손이었다. 얄쿠트 시모니에는 다윗이 시므이를 죽이지 않은 이유가 모르드개가 그로부터 나와 유대 민족을 구원할 것이라는 성령 (유대교)의 지시를 받았기 때문이라고 기록되어 있다.
미드라시 사무엘 (아가다)과 얄쿠트 시모니에는 시므이와 모르드개, 그리고 나아가 페르시아의 유대인들을 하만 (성경 인물)의 칙령으로부터 구한 것이 시므이 아내의 공로라고 나와 있다. 이 미드라시들은 시므이의 아내가 후새가 압살롬의 계획을 다윗에게 알리기 위해 보낸 요나단 (에브야타르의 아들)과 아히마아스가 반역한 왕의 추격자들에게 쫓기고 있을 때 그들을 숨기고 보호했다고 전한다.
라시 (랍비)는 게라의 아들 시므이가 산헤드린의 수장이었다고 기록했다.

## 요세푸스에서
요세푸스는 『유대 고대사』에서 다윗과 시므이의 이야기를 다루며, 다윗의 입을 통해 다음과 같은 말을 전한다.
 "우리가 이미 겪고 있는 불행에 또 다른 불행을 더하지 맙시다. 사실 저는 저를 향해 미쳐 날뛰는 저 개에게 조금도 신경 쓰지 않습니다. 저는 하나님께 저를 맡깁니다. 그분의 허락으로 이 사람이 저를 이토록 야만적으로 대하는 것입니다. 제 자식의 불경함으로도 이와 같은 일을 겪고 있는 제가 그에게서 이런 욕설을 당하는 것이 전혀 놀랍지 않습니다. 그러나 아마도 하나님께서 우리에게 연민을 보이실 것입니다. 만일 그분의 뜻이라면 우리가 그들을 이길 것입니다." 

## 기독교에서
니케아 교부들은 다윗이 시므이를 용서한 것을 분노를 억제하는 모범과 침묵 및 겸손의 모범으로 인용한다.

## 대중문화에서
존 드라이든은 『압살롬과 아히도벨』(제1부, 584-586행)에서 찰스 2세의 정치적 적이었던 런던의 보안관 슬링스비 베델을 시므이라는 이름으로 풍자했다.
하늘이 기름 부으신 자를 감히 저주한

비루한 자, 시므이, 그의 젊은 시절부터

하나님에 대한 열성과 왕에 대한 증오를 약속했네...

에이브러햄 링컨은 남북 전쟁 이후 남부를 어떻게 대할 것이냐는 질문을 받았을 때 다윗이 시므이를 용서한 이야기를 언급했다.
일리노이주 에드워즈빌의 길레스피 판사는 말했습니다. "제가 그에게 [링컨] 반란이 진압된 후 남부를 어떻게 할 것인지 물었습니다. 그는 어떤 사람들은 그들의 목을 잘라야 한다고 생각했지만, '그러나' 그는 말했습니다. '만약 저에게 맡겨진다면, 목을 잘라야 할 사람들과 목이 그대로 남아있어야 할 사람들 사이의 경계를 어디에 그어야 할지 모르겠습니다.' 그는 최근 압살롬의 반란 역사를 읽었다고 말하며, 다윗의 견해를 따르는 경향이 있다고 했습니다. '다윗이 예루살렘에서 도망칠 때 시므이가 그를 저주했습니다. 반란이 진압된 후 시므이가 용서를 구했습니다. 다윗의 조카이자 다윗의 누이 스루야의 아들인 아비사이가 말했습니다: '이 사람은 용서받아서는 안 됩니다. 왜냐하면 그가 주의 기름 부으신 자를 저주했기 때문입니다.' 다윗은 말했습니다: '스루야의 아들들아, 너희가 오늘 나에게 대적자가 되는 것이 나와 무슨 상관이 있느냐? 이스라엘에서 아무도 죽임을 당하지 않을 것임을 알라."
토머스 하디는 『성난 군중으로부터 멀리』에서 이 사건을 언급했다.
"카인, 카인, 어찌 그러느냐!" 요셉이 엄하게 물었다. "너는 거룩한 방식으로 맹세하라고 요청받았는데, 마치 게라의 아들 사악한 시므이가 오면서 저주한 것처럼 맹세하는구나. 젊은이여, 부끄러운 줄 알라!"